# Vicente Díaz Molina
Vicente Díaz Molina (Granada, 20 de abril de 1929 - ibídem, 24 de enero de 2015) fue un futbolista español que jugaba en la demarcación de defensa.

## Biografía
Ejercía la profesión de electricista, hasta que empezó a formarse como futbolista en el Imperio de Albolote, Arenas de Armilla y Recreativo de Granada. Finalmente en 1952 fichó por el Granada CF por 20 000 pesetas y por las tres temporadas siguientes. Finalmente jugó un total de nueve temporadas con la camiseta granadina. Además, ejerció de capitán en el partido que enfrentó al FC Barcelona y al Granada CF en la final de la Copa del Generalísimo de 1959. Es hasta la fecha el noveno futbolista que más veces ha vestido la camiseta del Granada con un total de 250 encuentros. Tras dejar el Granada jugó en el Albacete Balompié, con el que ascendió a la Segunda División de España, CD Antequerano, Adra CF, y finalmente de nuevo en el Granada CF, donde se retiró en 1965.
Falleció el 24 de enero de 2015 a los 85 años de edad.

## Clubes
| Club                       | País   | Año         |
| -------------------------- | ------ | ----------- |
| Granada CF                 | España | 1952 - 1961 |
| Albacete Balompié (cedido) | España | 1961        |
| Real Jaén                  | España | 1961 - 1962 |
| CD Antequerano             | España | 1962 - 1963 |
| Adra CF                    | España | 1963 - 1964 |
| Granada CF                 | España | 1964 - 1965 |

## Palmarés

### Campeonatos nacionales
| Título           | Club              | País   | Año  |
| ---------------- | ----------------- | ------ | ---- |
| Segunda División | Granada CF        | España | 1957 |
| Tercera División | Albacete Balompié | España | 1961 |